# Il miliardo l'eredito io
Il miliardo l'eredito io (Certains l'aiment... froide) è un film del 1960 diretto da Jean Bastia e Guy Lionel.

## Distribuzione
Il film uscì in Francia il 17 febbraio 1960. In Italia venne distribuito nel 1968.